# گل اسپاتی فیلوم
 گل اسپاتی فیلوم (نام علمی: Spathiphyllum wallisii) نام یک گونه از سرده برگ‌قاشقی است.